# L’Humanité
L’Humanité /lymaniˈte/ – dziennik francuski, założony w 1904 w Paryżu przez francuskiego działacza socjalistycznego Jeana Jaurèsa. W latach 1905–1920 organ SFIO, a w latach 1920–1994 centralny organ Francuskiej Partii Komunistycznej (PCF).